# Boreometatheria
Boreometatheria – parafiletyczna grupa ssaków niższych obejmująca formy nie należące do Notometatheria pochodzące z Azji i Ameryki Północnej.

## Filogeneza
Możliwy kladogram Boreometatheria
```
o †
Boreometatheria

|?- †
Camptomus

|?- †
Adinodon

`--+-- †
Iqualadelphis

   `--+--o †
Asiadelphia

      |  |?- †
Kokopellia

      |  `--+-- †
Asiatherium

      |     `-- †
Marsasia

      `--o ?†
Ameridelphia
 
sensu stricto
?
         |?- †
Dakotadens

         |?- †
Progarzonia

         |?- †
Iugomortiferum

         |?- †
Protalphadon

         |== †
Varalphadon

         |--o †
Stagodontidae
 
sensu
 McKenna & Bell, 1997
         |  |?- †
Boreodon

         |  |?- †
Pariadens

         |  `-- †
Stagodontidae
 
sensu stricto

         |--+--+-- †
Bistius

         |  |  `-- †
Turgidodon

         |  `--+-- †
Alphadontidae

         |     `-- †
Pediomyidae

         `--+-- †
Jaskhadelphys

            |?-+?- †
Thylacodon

            |  `?- †
Simpsonitheria

            `--+?- †
Herpetotheriidae

               `-- 
Notometatheria
?
```